# Василевич, Гнат
Гнат Василевич (укр. Гнат Василевич) — гетман Украины в 1596—1597 годах.

## Биография
Избранный гетманом, Гнат Василевич придерживался умеренной политики, стремясь удержать казаков от конфликтов как с Турцией, так и с Польшей.
Уделял внимание большей частью укреплению запорожского войска и повышению его организации.